# Adygejsko

Mapa

Adygejsko či Adygsko, plným názvem Adygejská republika, je republika Ruské federace, tvořící enklávu v Krasnodarském kraji v jihozápadní části země, v historickém regionu Kubáň poblíž Černého moře. Má rozlohu pouze 7600 km² a čítá přibližně 501 tisíc obyvatel. Hlavním městem je Majkop.

## Historie
Území na levém břehu Kubáně odedávna obývali Adygejci, kteří se dělili na několik kmenových skupin. V 6. století přijali křesťanství, ale v 17.–18. století ho vytlačil islám. Poměrně dlouho se zachovali přežitky rodového zřízení a dědičné občiny. Do 19. století v hospodářství převládal chov dobytka a zemědělství, dávnou tradici zde má domácí výroba (výšivky zlatem, rytiny, výrobky ze stříbra, řezbářství). 
Od 24. srpna 1922 do 13. srpna 1928 Adygejská (Čerkeská) autonomní oblast v rámci SSSR, poté Adygejská autonomní oblast v rámci Krasnodarského kraje; od 3. července 1991 Adygejská republika v rámci Ruské federace.

## Symboly

### Vlajka
Adygejská vlajka je tvořena zeleným listem o poměru stran 1:2, na němž jsou vyobrazeny tři žluté, zkřížené šípy směřující hroty vzhůru, nad nimi je dvanáct žlutých pěticípých hvězd: devět z nich tvoří oblouk směřující z jednoho dolního cípu do druhého, zbylé tři se nacházejí pod nimi ve vodorovné řadě. Jeden z cípů všech hvězd směřuje vždy k hornímu okraji vlajky.

## Geografie
Adygejsko má dosti nepravidelný protáhlý tvar ve směru jih-severozápad. Severní část země je rovinatá, směrem k jihu se zvedá předhůří Velkého Kavkazu, dosahující horou Čuguš na hlavním kavkazském hřebeni výšky 3238 m. Hlavními vodními toky jsou Kubáň, velká splavná řeka s Krasnodarskou přehradou, tvořící severozápadní hranici republiky a její přítoky Laba, ohraničující Adygejsko ze severovýchodu, a Belaja, která protéká středem země i hlavním městem Majkopem. Listnaté lesy (buk, dub, habr a javor) pokrývají 40 % Adygejska. Podnebí je mírné s průměrnými teplotami v lednu −2 °C a v červenci 22 °C, roční úhrn srážek se pohybuje kolem 700 mm.

## Obyvatelstvo
Obyvatelé jsou Adygejci, zvaní též Čerkesové, vyznávající sunnitský islám (23 %), a Rusové (67 %). Ruština a adygejština jsou úředními jazyky republiky. Dále zde žijí Arméni a Ukrajinci.
- Počet obyvatel: 447 109 (2002)
  - ve městech: 234 900 (52,5 %)
  - na venkově: 212 209 (47,5 %)
  - muži: 208 019 (46,5 %)
  - ženy: 239 090 (53,5 %)
  - Žen na 1000 mužů: 1 149
- Průměrný věk: 37 let
  - ve městech: 36,6 let
  - na venkově: 37,4 let
  - muži: 34 let
  - ženy 39,6 let

## Hospodářství
Nejdůležitější a hlavní složkou je zemědělství, které má dostatek úrodné půdy. Pěstuje se tabák, čaj, cukrová řepa, slunečnice, zelenina a ovoce. Těží se zde ropa a zemní plyn, bohaté jsou i zásoby zlata, stříbra a wolframu. Na Kavkazu se také chovají ovce a koně. Rozvinutý je potravinářský, dřevozpracující a papírenský průmysl, částečně též strojírenství. Hlavním ekonomickým centrem a téměř jediným sídlem adygejského průmyslu je metropole Majkop, kde jsou i dvě univerzity. V Jablonkovském jsou konzervárny a Natyrbově se zpracovávají aromatické oleje.